# Mittelwellensender Bautzen
Der Mittelwellensender Bautzen war eine Mittelwellensendelange bei Bautzen. Die Anlage, welche auf der Gemeinschaftswelle 1602 kHz das Programm von Radio DDR1 verbreitete, wurde 1977/78 erbaut. Er ging mit Inkrafttreten des Genfer Wellenplans 1978 offiziell in Betrieb, nachdem schon im Oktober 1978 ein Probebetrieb stattfand. Der Sender mit einer Ausgangsleistung von 1 kW verwendete als Sendegerät einen Tesla SRV 1T Sender und als Sendeantenne einen 36 Meter hohen, abgespannten Stahlfachwerkmast mit Reusenantenne.
Die Programmzuspielung erfolgte per Ballempfang auf der vom Dresdener Fernsehturm abgestrahlten Frequenz 95,4 MHz.
Der Mittelwellensender Bautzen, der zuletzt ein Programm des MDR abstrahlte, wurde zur Jahreswende 1991/92 stillgelegt. Kurz danach wurde die Anlage abgebaut.